# II Congrés Internacional de la Llengua Catalana

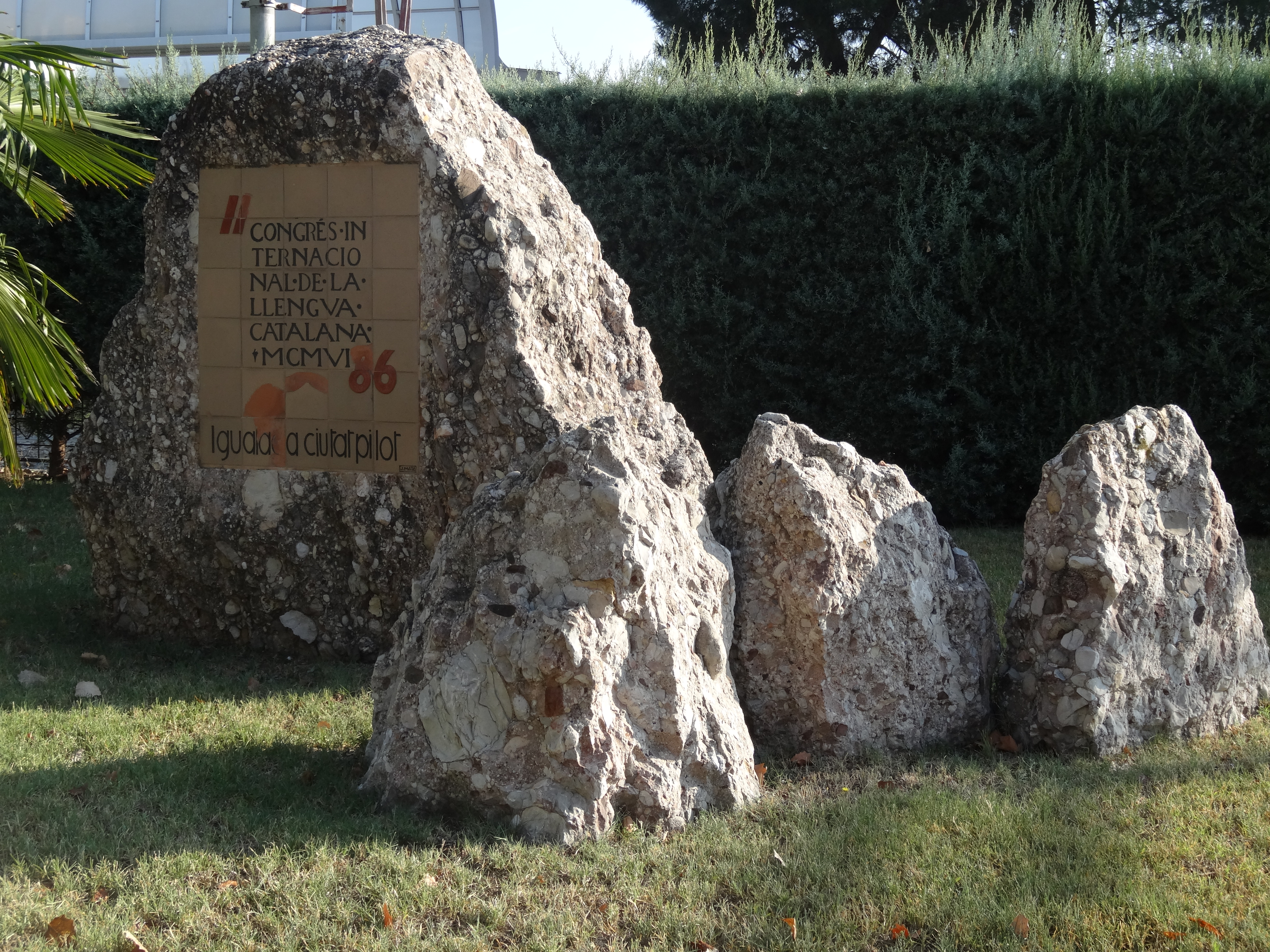
Memorial del II Congrés Internacional de la Llengua Catalana, ubicat a Igualada, ciutat pilot.

El II Congrés Internacional de la Llengua Catalana fou un congrés lingüístic celebrat el maig de 1986. L'organitzaren les principals institucions dels territoris de parla catalana sota el patrocini de la Fundació Congrés de Cultura Catalana i el presidí Antoni Maria Badia i Margarit.
Es realitzà una profunda reflexió sobre la situació actual de la llengua i sobre les mesures que caldria prendre per a assegurar-ne la normalització. Alhora, els organitzadors jutjaren oportú redactar un Llibre Blanc sobre la unitat de la llengua catalana, que fou publicat el 1989 per l'editorial Barcino.

## Organització
La convocatòria oficial del Segon Congrés es va dur a terme al Monestir de Poblet el 30 de juny de 1985. La proclamació de la convocatòria fou signada pel President del Congrés, Antoni M. Badia i Margarit, mentre que Josep Espar i Ticó en fou el Secretari General. Entre les personalitats que hi assistiren en destaquen: Jordi Pujol, President de la Generalitat de Catalunya; Joan Martí, Copríncep d’Andorra; Gabriel Cañellas, President de les Balears; o Joan Lerma, President de la Generalitat Valenciana.
Per tal de descentralitzar el Congrés, es van constituir set àrees científiques a diferents indrets de la geografia dels Països Catalans amb representants de tot l'àmbit lingüístic català:
- Lleida - Plantejaments i processos de normalització lingüística (coordinadora: Aina Moll Marquès)[5]
- Perpinyà - Mitjans de comunicació i noves tecnologies (coordinador Francesc Vallverdú i Canes)[6]
- Girona - Sociologia de la llengua (coordinador Modest Reixach)[7][8]
- Andorra la Vella - Llengua i dret (coordinador Josep Maria Puig i Salellas)[9]
- Illes Balears - Lingüística social (coordinador Isidor Marí)[10]
- Tarragona - Ensenyament (coordinador Joan Martí i Castell)[11]
- València - Història de la Llengua (coordinador Antoni Ferrando)[12]

## Reglament
El 30 de novembre de 1985 es va aprovar el reglament que hauria de regir el Congrés, el qual constava de 24 articles, entre els que destacaven l'estructuració orgànica i temàtica del Congrés, les competències de cada àrea científica, el repartiment de les subvencions provincials, així com les quotes que els congressistes haurien d’abonar, en cas que fossin persones físiques o entitats.

## Calendari d'actes
El congrés es va inaugurar a Palma, el 30 d'abril de 1986, on es va entonar l'himne "Una veu per al món", com a homenatge col·lectiu a la unitat de la llengua i on Badia i Margarit va manifestar que el futur del català depenia de les institucions i de la lleialtat lingüística de tothom. Els diversos actes duts a terme pel Congrés poden dividir-se en diferents fases:
- Presentacions del Congrés i actes previs Diversos esdeveniments celebrats per tota la geografia dels Països Catalans. En destaquen el concert de la soprano Montserrat Caballé el 10 de març de 1986 al Palau de la Música Catalana; les representacions a diferents ciutats de Cyrano per part de la Companyia de Teatre Flotats; o la celebració el 15 d'abril de 1986 de l'entrega del Primer Premi Internacional Ramon Llull a l'Anglo-Catalan Society.
- Primera fase Del 30 d'abril fins al 6 de maig de 1986.
- Segona Fase Del 7 a l'11 de maig de 1986. Se celebraren conferències sobre la realitat de la llengua catalana, visites historicoculturals, recepcions, actes artístics i populars, exposicions i simposis. La majoria dels actes se celebraren a Barcelona, on assistiren diversos congressistes estrangers.
- Tercera Fase i cloenda De maig a desembre de 1986. El 10 de maig es va celebrar la cloenda del Congrés al Monestir de Santes Creus, tanmateix, fins al desembre es durien a terme diversos actes com: l'explicació i divulgació de les conclusions, la publicació de les actes i memòries del Congrés o la publicació del llibre blanc i l'execució de les propostes.

## Comissió organitzadora
La comissió organitzadora estava formada per més d'una cinquantena d'entitats representatives de les terres de llengua catalana:
- Universitats i centres de recerca: Universitat de Barcelona, Universitat Autònoma de Barcelona, Universitat de Palma de Mallorca, Universitat de Perpinyà, Universitat de València, Departament de Literatura Espanyola de la Universitat d'Alacant, Departament de Llengua Espanyola de la Universitat d'Alacant, Departament de Llengua Catalana de la Universitat de Palma de Mallorca, Facultat de Filosofia i lletres de la Universitat de Palma de Mallorca, Departament de Filologia de la Universitat de València, Centre Internacional Escarré per a les Minories Ètniques i Nacionalitats (CIEMEN), Centre de Recerques i Estudis Catalans (CREC), Centre de Recerca i Documentació "Eduard Toda", Escola d'Alguerés "Pascual Scanu", Institut de Filologia Valenciana de les Universitats de València i Alacant.
- Entitats culturals i fundacions: Fundació Congrés de Cultura Catalana, Institut d'Estudis Catalans, Acció Cultural del País Valencià, Associazione Italiana di Studi Catalani, Ateneu de Maó, Cambra del Llibre, Centre Català del PEN, Centre Carles Salvador, Consell Català del Llibre per a Infants, Federació per a la Defensa de la Llengua i la cultura Catalanes, Fundació Ausiàs March, Fundació Huguet, Fundació Jaume Bofill, Fundació Josep Renau, Fundació Salvador Vives Casajuana, Institut d'Estudis Andorrans, Ateneu Barcelonès, Institut d'Estudis Baleàrics, Institut d'Estudis Eivissencs, North American Catalan Society, Obra Cultural Balear de Formentera, Obra Cultural Balear de Mallorca, Obra Cultural Balear de Menorca, Òmnium Cultural, revista "Afers", Revista "Saó", Secretariat de l'Ensenyament de l'Idioma, Societat Arqueològica Lul·liana, The Anglo-Catalan Society, Ateneu d'Acció Cultural-Girona, Orfeó Català, Associació Cultural Franja Ponent, Xarxa Cultural, Fundació Enciclopèdica Catalana, Centre de Lectura de Reus.
- Sectors professionals: Associació Professional de Traductors, Intèrprets i Correctors de Llengua Catalana, Gremi d'Editors de Catalunya, Associació d'Escriptors en Llengua Catalana, Associació Internacional de Llengua i Literatura Catalanes, Col·legi d'Advocats de Barcelona.
- Entitats esportives: Futbol Club Barcelona.

## Presència estrangera
Durant els actes de celebració del Congrés, hi assistiren diversos conferenciants procedents de l'exterior dels Països Catalans, un total de 104, la relació dels quals queda recollida en la següent taula: 
| País de procedència            | Número de conferenciants |
| República Federal Alemanya     | 30                       |
| Estats Units d'Amèrica         | 21                       |
| Regne Unit                     | 16                       |
| Itàlia                         | 7                        |
| França                         | 7                        |
| Hongria                        | 6                        |
| Canadà                         | 3                        |
| Espanya                        | 3                        |
| URSS                           | 2                        |
| Austràlia                      | 1                        |
| Àustria                        | 1                        |
| República Democràtica Alemanya | 1                        |
| Països Baixos                  | 1                        |
| Portugal                       | 1                        |
| Brasil                         | 1                        |
| Finlàndia                      | 1                        |
| Suècia                         | 1                        |
| Bèlgica                        | 1                        |

## Llibre Blanc sobre la unitat de la llengua catalana
El llibre blanc impulsat pel Congrés es basava en la constatació de la unitat de la llengua catalana. Els autors seleccionats són professionals lingüístics i filològics de diversos països, per tal d’aportar objectivitat i rigor científic a la tasca divulgativa. S'estructura en els següents apartats:
- Història de la llengua a cura de Giuseppe Tavani, professor a la Universitat de Roma.
- Els sons del català, per Philip D. Rasico, professor a la Universitat de Vanderbilt de Nashville.
- L'estructura gramatical, per part de Max Wheeler, professor a la Universitat de Liverpool.
- El vocabulari l'estudià Joseph Gulsoy, professor a la Universitat de Toronto.
- Els lexicògrafs i el seu concepte del lèxic català, a mans de José Antonio Pascual, professor a la Universitat de Salamanca.
- La relació entre llengua i societat, a cura de Georg Kremnitz, professor de la Universitat de Viena.
- El llenguatge poètic és analitzat per Marie-Claire Zimmermann, professora a la Universitat de Lille.